# Matthaea intermedia
Matthaea intermedia är en tvåhjärtbladig växtart som beskrevs av Elmer Drew Merrill. Matthaea intermedia ingår i släktet Matthaea och familjen Monimiaceae. Inga underarter finns listade i Catalogue of Life.